# Station Cisówka
Station Cisówka is een spoorwegstation in de Poolse plaats Cisówka.